# 久保山墓地
久保山墓地（くぼやまぼち）は、神奈川県横浜市西区元久保町にある、横浜市営の墓地。隣接して入り混じっている寺院管理の墓地も総称して久保山墓地と呼ばれている。
巣鴨拘置所で絞首刑となったA級戦犯7名が秘密裏に火葬された久保山斎場や、葬儀式場の久保山霊堂がある。

## 概要
1874年（明治7年）、大聖院、林光寺、常清寺の3寺の土地が主になって造られた。横浜市営部分の面積は126,000平方メートル、14,000区画に及ぶ。

## 埋葬されている著名人
- 有馬四郎助 - 刑務官・社会事業家
- 岡田時彦 - 俳優、女優、岡田茉莉子の父
- 原富太郎 - 実業家、三溪園を造園
- 美澤進 - 教育者、横浜商法学校（現・横浜市立横浜商業高等学校）初代校長
- 宮川香山 - 陶芸家、横浜焼の創始者
- 村岡花子 - 翻訳家・児童文学者、『赤毛のアン』を翻訳
- 森川信 - 俳優
- 山城屋和助 - 奇兵隊隊士、のちの陸軍省御用商人
- 吉田勘兵衛 - 材木商、吉田新田を開墾
- 吉田健一 - 英文学者、吉田茂の長男[2]
- 吉田健三 - 実業家、吉田茂の養父
- 吉田幸兵衛 - 生糸売込商
- 吉田茂 - 政治家、元内閣総理大臣、2011年に青山霊園から久保山墓地へ改葬[3]
- 小此木彦三郎 - 政治家
- 若羽黒朋明 - 元大関
- 日下部金兵衛 - 明治期の写真師

## 施設

### 横浜市久保山斎場
横浜市が運営する公営火葬場（北緯35度26分37.6秒 東経139度36分29.1秒 / 北緯35.443778度 東経139.608083度）。

### 横浜市久保山霊堂
横浜市が運営する葬儀式場。ロッカー形式の保管庫に遺骨を一時預けることができる（北緯35度26分35.1秒 東経139度36分39秒 / 北緯35.443083度 東経139.61083度）。

### その他の施設
- 官修墓地 - 戊辰戦争で負傷し、野毛山修文館の軍陣病院で死亡した兵士の墓地
- 横浜市大震火災横死者合葬之墓 - 関東大震災により死亡した無縁者3,300人の合葬墓
- 関東大震災殉難朝鮮人慰霊之碑

## 所在地・交通
- 久保山墓地 - 神奈川県横浜市西区元久保町3-24
- 久保山斎場 - 神奈川県横浜市西区元久保町3-1
- 久保山霊堂 - 神奈川県横浜市西区元久保町1-1
  - 黄金町駅か保土ケ谷駅東口から、横浜市営バス32系統「久保山霊堂前」下車。